# Maria Beiger
Maria Jadwiga Beiger (ur. 3 kwietnia 1921 w Rożewie, zm. 7 lutego 2007 w Poznaniu) – polska entomolog.

## Życiorys
Studiowała na Uniwersytecie Poznańskim, w 1952 ukończyła studia i obroniła pracę magisterską, w 1960 uzyskała stopień doktora nauk przyrodniczych, w 1966 habilitowała się. W 1976 została profesorem nadzwyczajnym, a w 1983 profesorem zwyczajnym. Od 1984 do 1991 kierowała Zakładem Zoologii Systematycznej UAM.
Prowadziła badania nad owadami minującymi Polski i wybranych krajów Półwyspu Bałkańskiego, pracowała nad ich faunistyką, biologią i ekologią oraz morfologią, taksonomią, systematyką i filogenią. Maria Beiger odkryła ok. 100 nowych gatunków owadów na terenie Polski i 98 nowych gatunków w Bułgarii. Opisała 14 nowych gatunków miniarek (Diptera, Agromyzidae), a także nieznane struktury stadiów preimaginalnych wielu innych gatunków miniarek. Doprowadziła do odkrycia licznych nowych żywicieli owadów minujących oraz opisała kilkanaście leśnych i górskich zgrupowań owadów minujących. Imieniem Marii Beiger nazwano trzy gatunki minowców.
Dorobek naukowy prof. Marii Beiger stanowi 90 oryginalnych publikacji naukowych m.in. monografie minowców lasów dębowo-grabowych Wielkopolski i minowców tatrzańskich. Jest autorką wielu felietonów, artykułów naukowych, publikacji i książek m.in. Owady minujące Polski, Miniarki (Agromyzidae): szkodniki roślin użytkowych, Owady minujące.

## Członkostwo
- 1974-1978 – przewodnicząca Komitetu Biologicznego PTPN (1974-1978);
- 1978-1983 – przewodnicząca Oddziału poznańskiego Polskiego Towarzystwa Entomologicznego;
- Polskie Towarzystwo Zoologiczne;
- Komisja Fizjograficzna PTPN;
- Wydział III PTPN;
- New York Academy of Sciences.

## Odznaczenia
- Złoty Krzyż Zasługi (1974);
- Krzyż Kawalerski Orderu Odrodzenia Polski (1977);
- Złota Odznaka Polskiego Towarzystwa Entomologicznego (1984);
- Medal „Za Zasługi dla Rozwoju Polskiego Towarzystwa Entomologicznego” (1998).